# Miconia canaguensis
Miconia canaguensis är en tvåhjärtbladig växtart som beskrevs av John Julius Wurdack. Miconia canaguensis ingår i släktet Miconia och familjen Melastomataceae. Inga underarter finns listade i Catalogue of Life.